# La Gazette ariégeoise
La Gazette Ariégeoise est un "hebdomadaire de territoire" français diffusé le vendredi dans le département de l'Ariège en kiosque et par abonnement.
Il est édité par la société anonyme Les Carnets de l'Alpha. La directrice de publication et rédactrice en chef est Cécile Dupont.
La Gazette Ariégeoise est habilitée à publier des annonces judiciaires et légales dans le département de l'Ariège.

## Historique
L'hebdomadaire a été fondé en 1944 par l'imprimeur fuxéen Pierre Farré qui l'exploite jusqu'en 1989 avec son épouse Janine. 
Il cède son titre en 1989 à Jean-Félix Dupont, fondateur de l'imprimerie de Ruffié à Foix, des sociétés Office International de Diffusion (OID) à Paris et Office France Marketing (OFM) à Toulouse, spécialisées dans le routage de presse et la location de fichier d'adresses. 
En 1996, Jean-Félix Dupont se retire, et le titre est dirigé par sa fille Cécile. 